# Żołądkowa Gorzka

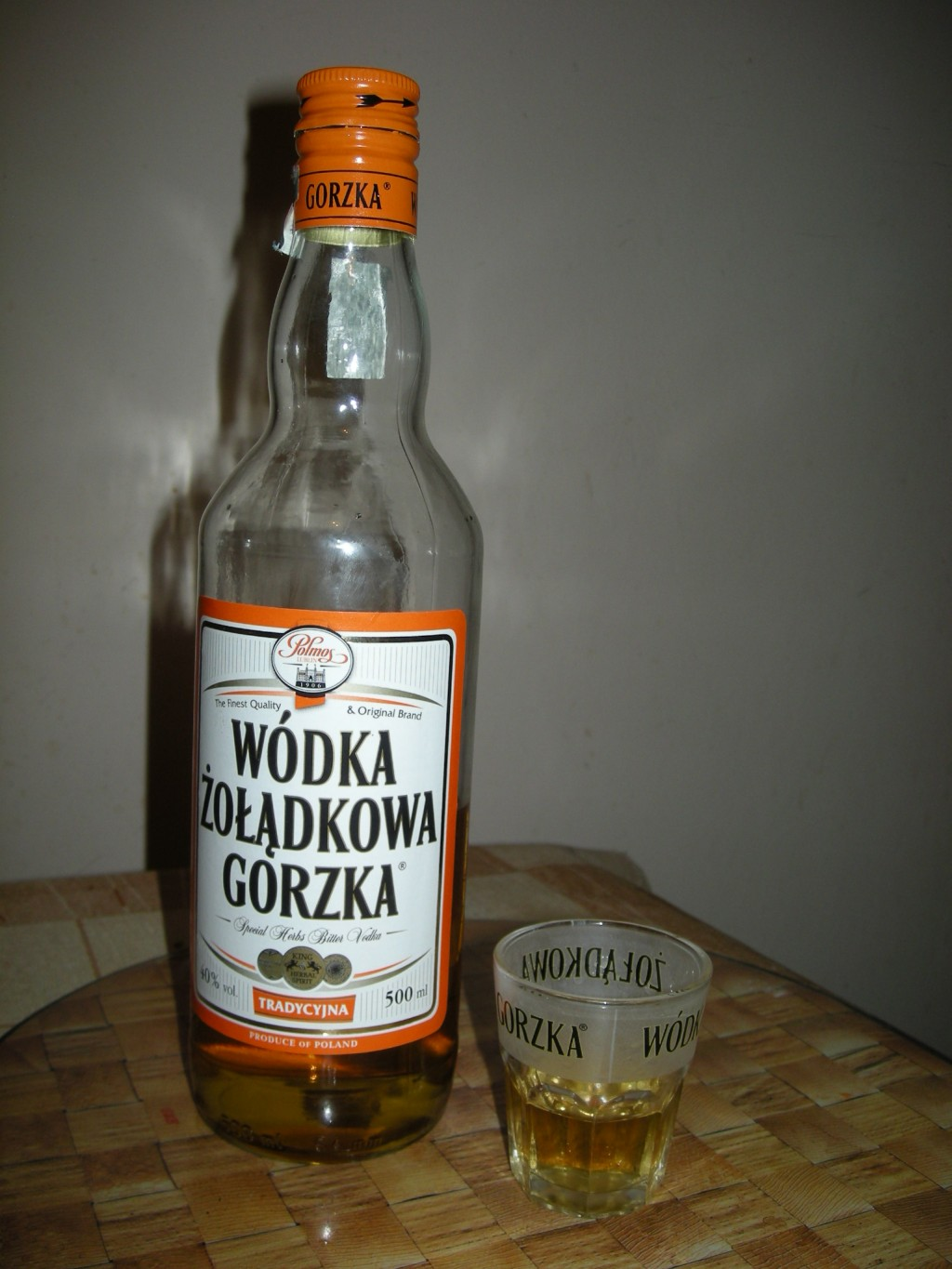
Stary wzór butelki Żołądkowej Gorzkiej (500 ml)

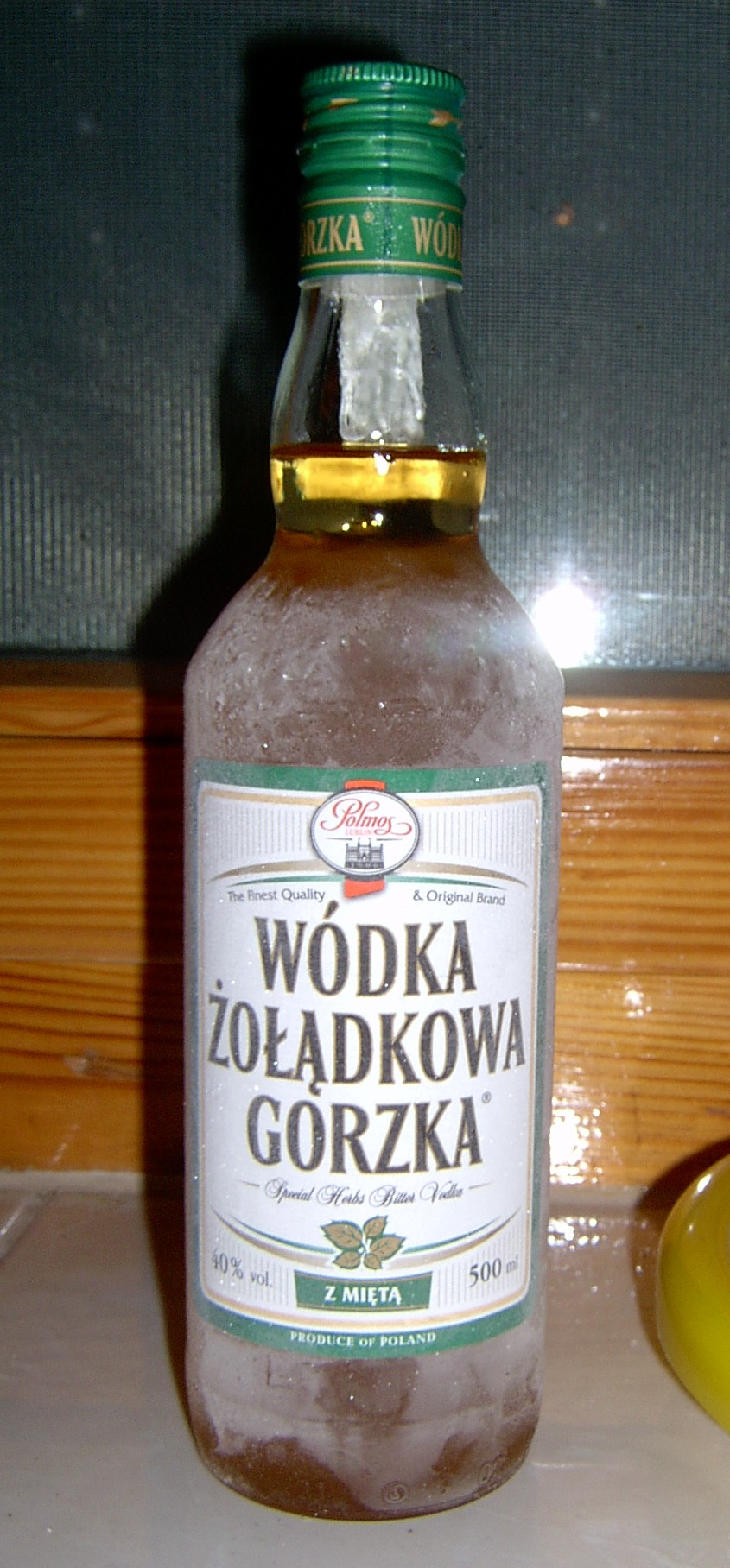
Zmrożona butelka Wódki Żołądkowej Gorzkiej z Miętą (500 ml)

Żołądkowa Gorzka – marka handlowa polskiego, wysokoprocentowego napoju alkoholowego produkowanego przez Polmos Lublin S.A. Po obniżeniu zawartości alkoholu do 36% Żołądkowa Gorzka nie może już być nazywana wódką.
Ma słodko-gorzki smak i charakterystyczny aromat. Stworzona jest z nalewu na suszonych owocach oraz kompozycji ziół i korzeni. Jest napojem alkoholowym,
który leżakuje przed rozlaniem.
Wódka żołądkowa gorzka otrzymała nagrodę Oskar FMCG 2006 w kategorii wódek gatunkowych, a także nagrodę CoolBrands oraz Złoty Medal Międzynarodowych Targów Poznańskich POLAGRA 2000. Jej odmiana jęczmienna zdobyła prestiżową nagrodę Monde Selection.
W Rankingu Najcenniejszych Polskich Marek przygotowanym przez redakcję „Rzeczpospolitej” wartość marki „Żołądkowa Gorzka” oszacowana została w 2021 r. na 169,7 mln zł.

## Opis
Produkowana pod obecną nazwą od 1950 r., w okresie międzywojennym znana jako „Nalewka Kardynalska”. Rozlewana w charakterystyczne, proste butelki, stanowi odrębny segment alkoholowy. Żołądkowa Gorzka dostępna jest (z wyjątkiem Special Edition, rozlewanej wyłącznie w butelkach 700 ml) w butelkach szklanych o pojemności 50, 90, 200, 500, 700, 1000 ml i w opakowaniu nietłukącym się (plastikowym) o pojemności 350 i 500 ml.

## Receptura
Charakterystyczny smak Żołądkowej Gorzkiej jest wynikiem połączenia oraz przygotowania odpowiednich ziół i suszonych owoców (maceracja ziół i leżakowanie). W skład receptury wchodzą między innymi: bylica piołun, tysiącznik, korzeń goryczki, kora chinowca, pieprz, kubeba i kłącze galangi. Aromatu dodają goździki, cynamon i gałka muszkatołowa. Charakterystyczną barwę zapewnia dodatek karmelu. Zawartość alkoholu w Wódce Żołądkowej Gorzkiej wynosiła 40%. Od 2011 roku zawartość alkoholu wynosiła 38%, od 2013 r. 36%, a od 2017 r. 34%. W 2022 roku zawartość alkoholu wynosiła już tylko 30%.

## Smaki
Wbrew nazwie, jest to napój alkoholowy półsłodki, o klarownej, słomkowej barwie, lekko korzennym zapachu i łagodnym, gorzkawo-słodkim smaku.

Wódka Żołądkowa Gorzka, oprócz tradycyjnego smaku, posiada także warianty:
- Żołądkowa Gorzka z miętą
- Żołądkowa De Luxe (czysta) – o zawartości alkoholu wynoszącej 40%.
- Żołądkowa Gorzka z Czarną Wiśnią (dostępna od lutego 2014 r.)
- Jęczmienna Żołądkowa Gorzka
- Żołądkowa Gorzka z figą
- Żołądkowa Gorzka Orientalna – malina, cynamon i goździki
- Żołądkowa Gorzka Delicja – wiśnia z gorzką czekoladą
- Żołądkowa Gorzka po Irlandzku
- Żołądkowa Gorzka Rześka – limonka z miętą
- Żołądkowa Gorzka Rześka – pigwa z miętą
- Żołądkowa Gorzka Rześka – Mango & Melon[4]
- Żołądkowa Gorzka Rześka – Arbuz & Limonka[4]
- Żołądkowa Kolonialna Cayemites Bay – wódka 38% o smaku gorzkich pomarańczy z brandy
- Żołądkowa Kolonialna Port-Au-Prince – wódka 38% o smaku gorzkich pomarańczy z whiskey

Od 1 sierpnia 2007 roku dostępna była Wódka Żołądkowa Gorzka Special Edition, w unikalnej butelce o pojemności 0,7 l.